# 分江站
分江站（韓語：분강역）是朝鮮民主主義人民共和國平安北道宁边郡的一個鐵路車站，属于宁边线。

## 邻近车站
宁边线
八院青年站 - 分江站